# Mokry Dwór (Pommeren)
Mokry Dwór (Duits: Nassenhuben) is een plaats in het Poolse district  Gdański, woiwodschap Pommeren. De plaats maakt deel uit van de gemeente Pruszcz Gdański en telt 218 inwoners.

## Geboren
- Johann Georg Adam Forster (1754-1794), Duitse antropoloog, auteur van reisverhalen, botanicus, essayist, democraat, geograaf, natuurvorser, revolutionair en wereldreiziger